# Benny Ramírez
Benjamín Ramírez (2 de enero de 1932 - 20 de diciembre de 1995) fue un luchador profesional colombiano que compitió en distintas promociones desde los años 1960 hasta principios de los 1980. Era conocido bajo los nombres de The Mummy, Benji Ramírez y Benny Ramírez.

## Carrera
Luego de debutar en su Colombia natal en 1959, Ramírez se mudó a los Estados Unidos y trabajó en la National Wrestling Alliance (NWA). En 1961, era un luchador enmascarado bajo el nombre de La Momia, cuyo personaje era, como dice su nombre, de una momia que fue revivida en los tiempos modernos. Ese gimmick fue creación de Maurice P. Siegel, un promotor con sede en Houston. Portando una máscara blanca con cabello largo y luciendo un extraño traje que cubría todo su cuerpo con vendas sucias, Ramírez de repente se convirtió en un heel. El 18 de mayo de 1962, derrotó a Dory Dixon para ganar el Campeonato de peso pesado de la NWA Texas. Ramírez desafió a Lou Thesz por el Campeonato Mundial Peso Pesado de la NWA el 3 de abril de 1963 en San Antonio y perdió ese combate.
En abril de 1964, Ramírez llegó a la promoción japonesa Japan Pro Wrestling Alliance y participó en el torneo de la 6ª Liga Mundial junto a Gene Kiniski, Calypso Hurricane, Bull Curry y Billy White Wolf. En la primera ronda derrotó a Umanosuke Ueda, pero en el combate de liga perdió ante luchadores como Toyonobori y Giant Baba.
Ramírez regresó a las promociones de Texas y, a finales de los 60, luchó en estados como Florida y las Carolinas del Norte y Sur. Estuvo activo en las Carolinas en 1967 haciendo equipo con Apache Bull Ramos. El 16 de mayo de 1968, Ramírez retó sin éxito a Dory Funk Sr. por el Campeonato Norteamericano de Peso Pesado de la NWA.
En la década de 1970, Ramírez se quitó la máscara y paso llamándose como Benji Ramírez o Benny Ramírez. Comenzó a trabajar en Atracciones Deportivas Heart of America. En septiembre de 1972, se fue de nuevo a Japón para International Wrestling Enterprise (IWP), y el 16 de octubre en Yamato, luchó contra Strong Kobayashi en un combate con alambre de púas. Después de eso, Ramírez saltó a la promoción canadiense Stampede Wrestling y el 20 de julio de 1973, se asoció con Gil Hayes para ganar el Campeonato Internacional en Parejas. Sin embargo, perderían los títulos ante The Wild Samoans (Afa y Sika) el 31 de agosto.
En junio de 1974, Ramírez volvió a ponerse una máscara y se transformó en un nuevo luchador enmascarado llamado "the Killer" y regresó a Japón para IWP. Bajo el rumor de que tuvo una sangrienta batalla con Mad Dog Vachon en Montreal, perdió ante Great Kusatsu en un combate a muerte en cadena de Texas el 1 de julio en el Fukuoka Kyuden Kinen Gymnasium en Fukuoka. El 8 de septiembre de 1975, The Killer se asoció con Gypsy Joe para desafiar a Kusatsu y Animal Hamaguchi por el Campeonato Mundial en Parejas de la IWA en un esfuerzo perdido.
Luego de dejar IWP, Ramírez trabajó como corredor en Central States Wrestling. Después de su semi-retiro, apareció ocasionalmente en partidos de respaldo para la promoción hasta aproximadamente 1982.

## Fallecimiento
El 20 de diciembre de 1995, Ramírez y su esposa murieron en el accidente del vuelo 965 de American Airlines. Ese día, se suponía que regresaría a Colombia para visitar a familiares con su esposa y su hija menor, del norte de Kansas City, Misuri, donde residía. Le sobrevivieron sus dos hijas.

## Campeonatos y logros
- National Wrestling Alliance
  - NWA Texas Heavyweight Championship (1 vez)

- Stampede Wrestling
  - NWA International Tag Team Championship (1 vez) – con Gil Hayes (1)